# マギー・ミネンコ
マギー・ミネンコ（Maggie Minenko、本名：Margaret Petrovna Minenko、1955年12月5日 - ）は、日本で活動していた歌手（父がロシア系アメリカ人、母が日本人）。

## 経歴
東京都台東区生まれ。ベイサイド・ハイスクール（ニューヨーク）(Bayside High School (New York City))卒。
18歳の頃、日本テレビ系バラエティ番組『金曜10時!うわさのチャンネル!!』でデビューした。
（当時のギャグは「乳揉め～！」）
当時、田辺エージェンシーに所属していた。息子はTokyo Creative株式会社CEOでYouTuberでもあるクリス岡野。

## ディスコグラフィ
シングル
- 燃えるブンブン[3] / 恋の重さ （1974年3月25日、キング BS-1807）
- 涙の河[4] / 男の部屋 （1974年7月10日、キング BS-1850）

アルバム
- POP SCENE （1974年、キング SKD-224）→CD化：（1994年2月5日、キング KICS-8024）

## テレビ出演
- 金曜10時!うわさのチャンネル!!（1970年代、日本テレビ）
- NOWヒットパレード（1974年、日本テレビ）
- 暑さをぶっ飛ばせ!（1974年、読売テレビ）
- アタック!真理ちゃん（1974年5月23日、TBS）
- 1周回って知らない話（2019年1月23日、日本テレビ）

## その他
- 漫画『マギー・ミネンコ物語』が月刊少年チャンピオン1974年11月号に掲載された。作画はやまと虹一が担当した。